# آرامگاه سید سلطان حسن بن جعفر
بقعه سید سلطان حسن بن جعفر مربوط به دوره ایلخانی است و در شهرستان جغتای، ۲ کیلومتری شمال راه آهن واقع شده و این اثر در تاریخ ۲۹ تیر ۱۳۷۷ با شمارهٔ ثبت ۲۰۶۵ به‌عنوان یکی از آثار ملی ایران به ثبت رسیده است.